# 一丸正信
一丸 正信（いちまる まさのぶ、1月28日 ）は日本の漫画家。大分県国東市国東町出身。他に「平塚一丸（ひらつか いちまる）」などのペンネームがいくつか存在している。
現在は、漫画家髙橋美由紀のプロダクションでもある漫画制作プロダクション「スタジオ天地」の代表者でもあり、作品制作にも関わっている。

## 経歴
幼い頃から絵を描くことが好きだったが、高校時代に出会った手塚治虫の『バンパイヤ』に衝撃を受け漫画家になりたいと決意。
漫画作品を描き上げ、出版社への投稿を開始するとともに、地元の大分合同新聞社や、アニメ制作会社などに作品を送り見てもらっていた。高校2年生の時、アニメ制作プロダクションタツノコプロの出版部長だった天馬正人の目にとまり直接連絡を受け、「高校卒業後に来ないか?」という誘いを受けた。この出来事が後に漫画業界へ進むきっかけとなる。
高校卒業後、一旦別の業種に就職して埼玉県に転居し、休日はタツノコプロへ通いスタッフとして活動するという二重生活を開始。その頃、個人的な趣味で描いていた映画のパロディイラストが近代映画社の映画専門誌『スクリーン』編集部の目にとまり掲載される。それが好評で、毎月連載がスタートした。これが商業誌での初連載となった。当時19歳。
タツノコプロでの仕事が増えてきた21歳頃、当時専務だった久里一平などの助言も有り、就職先を辞めタツノコプロ出版部のみで働く生活を開始。出版部では絵本や漫画、キャラクターグッズ用のイラスト作画などの仕事を中心に活動し、時には多忙な動画制作チームの手伝いもしていた。
タツノコプロ時代に関わった作品には企画・原案から参加した『ゴールドライタン』や『機甲創世記モスピーダ』、『未来警察ウラシマン』、『逆転イッパツマン』、『天空戦記シュラト』などがある。
25歳頃、タツノコプロから独立。主に出版部の仕事を任されていたこともあり、漫画業界への転身を決意。プロ漫画家としてデビューするまでの期間、新たな事業としてスタートさせた「タツノコ・アニメ漫画スクール」の講師をしたり、漫画家のアシスタントをしたりしていた。
1984年頃、プロ漫画家としてデビューして間もなかった髙橋美由紀が立ち上げた漫画家集団「スタジオ天地」に参加。そこで複数の若き漫画家との出逢いがあり、その後の人生に多大な影響を受ける事となる。

## 作品年表
1980年〜1985年（タツノコプロ出版部所属時代）
- 小学館・テレビ絵本シリーズ／学年誌
- 徳間書店・アニメ絵本シリーズ／
- 栄光社・テレビ絵本シリーズ
- 天田印刷社・テレビ絵本シリーズ

- 作画した主な作品 -
黄金戦士ゴールドライタン、機甲創世記モスピーダ、逆転イッパツマン、未来警察ウラシマン
超時空要塞マクロス、ヤットデタマン、スターザンＳ、天空戦記シュラト／他多数
- 1982年〜　映画チラシパロディコーナー連載／月刊スクリーン（近代映画社）

1986年〜2000年（「スタジオ天地」参加時代）
- 1986年〜87年　シートン動物記シリーズ（世界文化社）、
- ナニワ大混戦（月刊ラジコン情報／桃園書房）、
- ラジコン４コマ劇場（月刊ラジコン情報／桃園書房）、
- ベムハンタージョー（／徳間書店）、
- 1988年3号〜1990年12号　オレがマルイチくん（４コマ作品）（月刊ラジコン情報／桃園書房）、
- 1989年〜 ほらほらホラー劇場（月刊ホラーハウス／大陸書房）、
- 1990年8号〜1991年20号　マメコップ[1]（SDマガジン／バンダイ出版）、
- 1991年　バトルタイガー（／徳間書店）、
- 1993年　国沢式カーライフ損得大辞典（巻頭漫画／講談社）、
- 1991年12月号〜1992年6月号　マメコップ（月刊コミックボンボン／講談社）、
- 1990年4月号〜1993年4月号　マメコップ（月刊デラックスボンボン／講談社）、

2001年〜（「スタジオ天地」代表者時代）